# Forza Donovan
Forza Donovan (Down Under Donovan) è un romanzo giallo del 1918 scritto da Edgar Wallace, e tradotto in italiano anche con i titoli La donna in nero, Il segno alla caviglia, Una cosa orribile e Milton Sands detective.

## Trama
John Pentridge è un ex-galeotto con la febbre del gioco d'azzardo: una sera a Montecarlo viene buttato fuori dal casinò dopo una scenata, ma mentre oppone resistenza, la sola vista di una misteriosa donna in nero basta a sprofondarlo nel terrore: è questo il misterioso avvio di una vicenda che ruota attorno alla preziosa formula di un vetro resistentissimo che Pentridge ha rubato all'inventore John President, ora allevatore del cavallo da corsa Down Under Donovan, pronto a debuttare al derby di Epson Downs. Attorno a quella formula si scatena la brama sia del disonesto imprenditore russo Jean Soltykoff, che la compra da Pentridge ma poi la smarrisce durante un viaggio notturno in treno, sia della banda di criminali composta da Sir George Frodmere, Toady Wilton e Bud Kitson.
Fortuna che sulla loro strada trovano l'eccentrico giovanotto Milton Sands, che decide di tentare la carriera da investigatore privato come scelta di vita. E che si trova a dover investigare sulla misteriosa formula, su uno strano giro di imbrogli attorno a dei cavalli da corsa, e sulla introvabile sorella del suo amico milionario Eric Stanton.

## Personaggi
- Milton Sands, eccentrico investigatore privato
- John Pentridge, ex-galeotto con la passione del gioco d'azzardo
- John President, inventore e allevatore di cavalli australiano
- Mary President, la sua affascinante nipote
- Eric Stanton, giovane milionario
- Sir George Frodmere, Toady Wilton, Bud Kitson, banda di criminali
- Jean Soltykoff, disonesto imprenditore russo
- Janet Symonds, assistente di Milton Sands

## Edizioni italiane
- Forza Donovan, edizioni S.A.C.S.S.E, Milano 1937.
- Il segno alla caviglia, edizioni Aurora, Milano 1938.
- Una cosa orribile, edizioni Attualità, Milano 1940.
- La donna in nero, GialloAurora n.1, Landscape Books, 2018.